# Benjamin David de Jesus
Benjamin David de Jesus (Malabon, 25 luglio 1940 – Jolo, 4 febbraio 1997) è stato un vescovo cattolico filippino.

## Biografia
Benjamin David de Jesus nacque a Malabon il 25 luglio 1940.

### Formazione e ministero sacerdotale
Il 29 dicembre 1967 fu ordinato presbitero per i Missionari oblati di Maria Immacolata.

### Ministero episcopale
L'11 ottobre 1991 papa Giovanni Paolo II lo nominò vicario apostolico di Jolo e vescovo titolare di Bladia. Ricevette l'ordinazione episcopale il 6 gennaio successivo nella basilica di San Pietro in Vaticano dallo stesso pontefice, co-consacranti gli arcivescovi Giovanni Battista Re, sostituto per gli affari generali della Segreteria di Stato della Santa Sede, e Josip Uhač, segretario della Congregazione per l'evangelizzazione dei popoli. Prese possesso del vicariato il 15 febbraio successivo.
Il vicariato apostolico comprende le province filippine di Sulu e Tawi-Tawi e all'epoca vi erano scontri tra alcuni gruppi musulmani che ambivano a maggiore autonomia e le truppe governative. Monsignor de Jesus si spese molto per il raggiungimento di un accordo tra le parti che portasse a una pace duratura.
Il 4 febbraio 1997 fu ucciso con sei colpi di arma da fuoco fuori dalla cattedrale di Jolo mentre si accingeva a celebrare la santa messa. Aveva 56 anni. Morì anche una passante e molte altre persone rimasero ferite. Le autorità incolparono Abu Sayyaf, un gruppo musulmano integralista che voleva interrompere il riavvicinamento interreligioso. Il crimine rimane però irrisolto.
Monsignor de Jesus fu sepolto nella cattedrale di Nostra Signora del Monte Carmelo a Jolo. Il suo assassinio viene commemorato ogni anno, di solito con manifestazioni di solidarietà cristiano-musulmana. La biblioteca "Ben de Jesus" del Notre Dame of Midsayap College, una scuola dei missionari oblati, prende il nome da lui.

## Genealogia episcopale
La genealogia episcopale è:
- Cardinale Scipione Rebiba
- Cardinale Giulio Antonio Santori
- Cardinale Girolamo Bernerio, O.P.
- Arcivescovo Galeazzo Sanvitale
- Cardinale Ludovico Ludovisi
- Cardinale Luigi Caetani
- Cardinale Ulderico Carpegna
- Cardinale Paluzzo Paluzzi Altieri degli Albertoni
- Papa Benedetto XIII
- Papa Benedetto XIV
- Papa Clemente XIII
- Cardinale Enrico Benedetto Stuart
- Papa Leone XII
- Cardinale Chiarissimo Falconieri Mellini
- Cardinale Camillo Di Pietro
- Cardinale Mieczysław Halka Ledóchowski
- Cardinale Jan Maurycy Paweł Puzyna de Kosielsko
- Arcivescovo Józef Bilczewski
- Arcivescovo Bolesław Twardowski
- Arcivescovo Eugeniusz Baziak
- Papa Giovanni Paolo II
- Vescovo Benjamin David de Jesus